# لورينزو تريجو
لورينزو تريجو (بالإسبانية: Lorenzo Trejo)‏ (1977 - ) هو ملاكم مكسيكي، صنّف ضمن فئة وزن البانتام ‏.

## روابط خارجية
- لورينزو تريجو على موقع بوكس ريك (الإنجليزية) (registration required)